# Pine Ridge (Alabama)
Pine Ridge és una població a l'estat d'Alabama dels Estats Units d'Amèrica.

## Demografia
Segons el cens del 2000 Pine Ridge tenia 243 habitants, 100 habitatges, i 70 famílies. La densitat de població era de 74,5 habitants/km².
Dels 100 habitatges en un 33% hi vivien nens de menys de 18 anys, en un 58% hi vivien parelles casades, en un 7% dones solteres, i en un 30% no eren unitats familiars. En el 29% dels habitatges hi vivien persones soles el 12% de les quals corresponia a persones de 65 anys o més que vivien soles. El nombre mitjà de persones vivint en cada habitatge era de 2,43 i el nombre mitjà de persones que vivien en cada família era de 3,01.
Per edats la població es repartia de la següent manera: un 24,3% tenia menys de 18 anys, un 11,1% entre 18 i 24, un 30,5% entre 25 i 44, un 22,2% de 45 a 60 i un 11,9% 65 anys o més.
L'edat mediana era de 37 anys. Per cada 100 dones hi havia 89,8 homes. Per cada 100 dones de 18 o més anys hi havia 89,7 homes.
La renda mediana per habitatge era de 28.250 $ i la renda mediana per família de 30.833 $. Els homes tenien una renda mediana de 22.404 $ mentre que les dones 13.250 $. La renda per capita de la població era de 14.237 $. Aproximadament el 15,3% de les famílies i el 14,9% de la població estaven per davall del llindar de pobresa.

## Poblacions properes
El següent diagrama mostra les poblacions més properes.